# Cantó de Les Pieux
El cantó de Les Pieux és un cantó francès del departament de la Manche, situat al districte de Cherbourg-Octeville. Té 15 municipis i el cap es Les Pieux.

## Municipis
- Benoîtville
- Bricquebosq
- Flamanville
- Grosville
- Héauville
- Helleville
- Pierreville
- Les Pieux
- Le Rozel
- Saint-Christophe-du-Foc
- Saint-Germain-le-Gaillard
- Siouville-Hague
- Sotteville
- Surtainville
- Tréauville

## Història
| Data d'elecció                           | Identitat         | Partit        | Qualitat |
| ---------------------------------------- | ----------------- | ------------- | -------- |
| 1945-1967                                | Louis Boisroux    | MRP           |          |
| 1967-1982                                | René Lescalier    | Divers droite |          |
| 1982-1994                                | Henri Varin       | Divers droite |          |
| 1994-2001                                | Jean-Michel Gras  | RPR           |          |
| 2001-                                    | François Rousseau | Divers gauche |          |
| les dades anteriors no són pas conegudes |                   |               |          |
|                                          |                   |               |          |

## Demografia
| A partir de 1990: Població sense dobles comptes |